# 1952 no desporto

## Eventos
- 19 de julho - Abertura dos XV Jogos Olímpicos em Helsinki.

## Automobilismo
- 3 de agosto - Alberto Ascari vence o GP da Alemanha e torna-se Campeão Mundial de Fórmula 1 com duas provas de antecedência. Ascari foi campeão pilotando a Ferrari, o primeiro título de pilotos para o time de Maranello.[1]

## Futebol
- 13 de janeiro - O Corinthians é campeão paulista de 1951 com duas rodadas de antecedência. É o décimo terceiro título do "Timão".[2]
- 20 de janeiro - O Fluminense é campeão carioca de 1951. É o décimo sexto título do "Tricolor Carioca".[3]
- 6 de abril - O Barcelona é campeão espanhol com uma rodada de antecedência. É o quinto título do "Barça".[4]
  - O Sporting é campeão português. É o sétimo título dos "Leões".
- 26 de abril - O Manchester United é campeão inglês. É o terceiro título do Manchester United.[5]
- 25 de maio - O Nice é campeão da francês pela segunda vez.[6]
- 1 de junho - A Juventus é campeã Italiana. É o nono título da "La Vecchia Signora" - [7]
- 19 de junho - A Portuguesa de Desportos empata em 2 a 2 contra o Vasco, no Maracanã, e torna-se campeã do Torneio Rio-São Paulo pela primeira vez.[8]. No primeiro jogo, a "Lusa" venceu por 4 a 2 no Pacaembu.[9]
- 12 de julho - É criada a Pequena Taça do Mundo da Venezuela, torneio interclubes mais importante de sua época  que neste ano junto a Copa Rio é considerado por muitos como um Mundial Interclubes e predecessor do atual Mundial de Clubes.
- 29 de julho - O Real Madrid, da Espanha, empata em 0 a 0 contra o Botafogo, no Estádio Nacional, e tornou-se campeão da Pequena Taça do Mundo. O Real Madrid ficou com a taça pelo "goal average".[10]
- 2 de agosto - O Fluminense se torna campeão do mundo com a II Copa Rio.[11]
- 29 de novembro - O River Plate é campeão argentino pela décima vez.

## Nascimentos
| Data            | Nome                 | Profissão                                                                 | Nacionalidade                             | Observações | Ref                 |
| --------------- | -------------------- | ------------------------------------------------------------------------- | ----------------------------------------- | ----------- | ------------------- |
| 2 de janeiro    | Elvira Saadi         | ginasta                                                                   | Uzbequistão (atual) · União Soviética     |             |                     |
| 5 de janeiro    | Uli Hoeneß           | futebolista                                                               | Alemanha (atual) · Alemanha Ocidental     |             |                     |
| 16 de janeiro   | Piercarlo Ghinzani   | automobilista                                                             | Itália                                    |             |                     |
| 23 de janeiro   | Mequinho             | jogador de xadrez                                                         | Brasil                                    |             |                     |
| 24 de janeiro   | Raymond Domenech     | futebolista e treinador                                                   | França                                    |             |                     |
| 26 de janeiro   | Luis Carlos Gasperin | futebolista                                                               | Brasil                                    | m. 2010     | [ 12 ]              |
| 2 de fevereiro  | Fernando Morena      | futebolista                                                               | Uruguai                                   |             | [carece de fontes?] |
| 17 de fevereiro | Karin Janz           | ginasta                                                                   | Alemanha (atual) · Alemanha Oriental      |             |                     |
| 22 de fevereiro | Thomas Wessinghage   | atleta, meio-fundista                                                     | Alemanha (atual) · Alemanha Oriental      |             |                     |
| 1 de março      | Martin O'Neill       | futebolista e treinador                                                   | Irlanda do Norte                          |             |                     |
| 5 de março      | Petar Borota         | futebolista                                                               | Iugoslávia                                | m. 2010     | [ 13 ]              |
| 20 de março     | Geoff Brabham        | automobilista                                                             | Austrália                                 |             |                     |
| 26 de março     | Didier Pironi        | automobilista                                                             | França                                    | m. 1987     | [ 14 ]              |
| 28 de março     | Rainer Bonhof        | futebolista e dirigente                                                   | Alemanha (atual) · Alemanha Ocidental     |             |                     |
| 4 de abril      | Karen Magnussen      | patinadora artística                                                      | Canadá                                    |             |                     |
| 4 de abril      | Rosemarie Ackermann  | atleta, saltadora em altura                                               | Alemanha (atual) · Alemanha Oriental      |             |                     |
| 27 de abril     | Ari Vatanen          | piloto de ralis                                                           | Finlândia                                 |             |                     |
| 3 de maio       | Allan Wells          | atleta, velocista                                                         | Escócia                                   |             |                     |
| 10 de maio      | Vanderlei Luxemburgo | treinador de futebol                                                      | Brasil                                    |             |                     |
| 15 de maio      | Vahid Halilhodžić    | futebolista e treinador                                                   | Bósnia e Herzegovina (atual) · Iugoslávia |             |                     |
| 20 de maio      | Roger Milla          | futebolista                                                               | Camarões                                  |             |                     |
| 10 de junho     | António Oliveira     | futebolista, treinador e dirigente                                        | Portugal                                  |             |                     |
| 15 de junho     | Dirceu               | futebolista                                                               | Brasil                                    | m. 1995     | [ 15 ]              |
| 16 de junho     | Alexander Zaitsev    | patinador artístico                                                       | Rússia (atual) · União Soviética          |             |                     |
| 17 de junho     | Sergio Marchionne    | empresário, contador, advogado, diretor executivo e presidente da Ferrari | Canadá · Itália (nasc.)                   | m. 2018     | [ 16 ]              |
| 28 de junho     | Pietro Mennea        | atleta                                                                    | Itália                                    | m. 2013     | [ 17 ]              |
| 2 de agosto     | Alain Giresse        | futebolista e treinador                                                   | França                                    |             |                     |
| 3 de agosto     | Osvaldo Ardiles      | futebolista e treinador                                                   | Argentina                                 |             |                     |
| 3 de agosto     | Thomas Munkelt       | atleta, barreirista                                                       | Alemanha (atual) · Alemanha Oriental      |             |                     |
| 9 de agosto     | Rui Jordão           | futebolista                                                               | Portugal                                  | m. 2019     | [ 18 ]              |
| 12 de agosto    | Charlie Whiting      | diretor de Fórmula 1                                                      | Reino Unido                               | m. 2019     | [ 19 ]              |
| 15 de agosto    | Bernard Lacombe      | futebolista                                                               | França                                    |             |                     |
| 17 de agosto    | Guillermo Vilas      | tenista                                                                   | Argentina                                 |             |                     |
| 17 de agosto    | Mario Theissen       | diretor da BMW Sauber na F1                                               | Alemanha                                  |             |                     |
| 17 de agosto    | Nelson Piquet        | automobilista                                                             | Brasil                                    |             |                     |
| 2 de setembro   | Jimmy Connors        | tenista                                                                   | Estados Unidos                            |             |                     |
| 10 de setembro  | Bruno Giacomelli     | piloto de Fórmula 1                                                       | Itália                                    |             |                     |
| 10 de setembro  | Ludmila Tourischeva  | ginasta                                                                   | Rússia (atual) · União Soviética          |             |                     |
| 13 de setembro  | Johanna Schaller     | atleta, barreirista                                                       | Alemanha (atual) · Alemanha Oriental      |             |                     |
| 22 de setembro  | Amadou Dia Ba        | atleta, barreirista                                                       | Senegal                                   |             |                     |
| 29 de setembro  | Monika Zehrt         | atleta, velocista                                                         | Alemanha (atual) · Alemanha Oriental      |             |                     |
| 30 de setembro  | Detlev Lauscher      | futebolista                                                               | Alemanha (atual) · Alemanha Ocidental     | m. 2010     | [ 20 ]              |
| 7 de outubro    | Ralf Edström         | futebolista                                                               | Suécia                                    |             |                     |
| 10 de outubro   | Siegfried Stohr      | piloto de Fórmula 1                                                       | Itália                                    |             |                     |
| 14 de outubro   | Nikolai Andrianov    | ginasta                                                                   | Rússia (atual) · União Soviética          | m. 2011     | [ 21 ]              |
| 5 de novembro   | Oleg Blokhin         | futebolista e treinador                                                   | Ucrânia (atual) · União Soviética         |             |                     |
| 12 de novembro  | Assis                | futebolista                                                               | Brasil                                    | m. 2014     | [ 22 ]              |
| 21 de novembro  | Eamonn Coghlan       | atleta                                                                    | Irlanda                                   |             |                     |
| 24 de novembro  | Norbert Haug         | jornalista e ex-vice-presidente da Mercedes-Benz                          | Alemanha                                  |             |                     |
| 25 de novembro  | Gabriele Oriali      | futebolista                                                               | Itália                                    |             |                     |
| 28 de novembro  | Rolf Österreich      | patinador artístico                                                       | Alemanha (atual) · Alemanha Oriental      |             |                     |
| 5 de dezembro   | João Alves           | futebolista                                                               | Portugal                                  |             |                     |
| 15 de dezembro  | Allan Simonsen       | futebolista                                                               | Dinamarca                                 |             |                     |
| 15 de dezembro  | Warren Maxwell       | patinador artístico                                                       | Reino Unido                               |             |                     |
| 16 de dezembro  | Francesco Graziani   | futebolista                                                               | Itália                                    |             |                     |

## Mortes
| Data            | Nome              | Profissão           | Nacionalidade | Observações | Ref |
| --------------- | ----------------- | ------------------- | ------------- | ----------- | --- |
| 27 de fevereiro | Fritz Essenfelder | criador do Coritiba | Argentina     | n. 1891     |     |
| 24 de julho     | Richard Johansson | patinador artístico | Suécia        | n. 1882     |     |